# Oriente Petrolero
Oriente Petrolero ist ein Fußballverein aus der bolivianischen Stadt Santa Cruz de la Sierra. Er wurde am 5. November 1955 von den Arbeitern einer Erdölfirma gegründet. Seine Heimspiele trägt er im Estadio Ramón Tahuichi Aguilera (38.000 Plätze) aus. Die Spieler werden im Volksmund albiverdes genannt („Weiß-grüne“), was sich aus den Vereinsfarben ergibt.

## Erfolge
Der Verein gewann 1971, 1979, 1990 und 2001 die nationale Meisterschaft Boliviens. Daneben stehen neun Vizemeisterschaften sowie 1971 ein nationaler Pokalsieg zu Buche. 1972 und 1976 stand das Team ebenfalls im Pokalfinale, verlor jedoch das jeweilige Spiel.

## Copa Libertadores
Seinen größten internationalen Erfolg feierte Oriente Petrolero in der Saison von 1988, als man in der Vorrundengruppe 4 der Copa Libertadores die Mannschaften von Cerro Porteño, Olimpia Asunción (beide aus Paraguay) sowie Club Bolívar hinter sich ließ, im Achtelfinale Colo Colo (Chile) bezwang und erst im Viertelfinale an América de Cali aus Kolumbien scheiterte. Insgesamt nahm der Verein 15 Mal an diesem wichtigsten Vereinswettbewerb Südamerikas teil.

## Spieler
- José Alfredo Castillo (2000–2002, 2007, 2012–2013, 2015–2016, 2019–2022)
- Juan Carlos Arce (2003–2009, 2011–2012)